# G. Lenotre
Pour les autres membres de la famille, voir Famille Roland-Gosselin.
Pour les articles homonymes, voir Lenôtre (homonymie) et Gosselin.
G. Lenotre, parfois orthographié à tort  Lenôtre, par certains éditeurs, nom de plume de Louis Léon Théodore Gosselin, né le 7 octobre 1855 au château de Pépinville à Richemont près de Thionville et mort le 7 février 1935 à Paris, est un historien et auteur dramatique français.

## Biographie
Louis Léon Théodore Gosselin est supposé être l'arrière-petit-neveu du jardinier du roi André Le Nôtre. Il est né au château de Pépinville situé sur la commune de Richemont, château que son grand-père maternel Nicolas Bertrand a acheté en 1850. Il est le fils de Charles Gosselin (1824-1904), directeur des douanes de Moselle, et de Françoise Pauline Léonie Bertrand.
Il effectue sa scolarité chez les pères jésuites à Metz, où il a pour condisciple le futur maréchal Foch. Le Traité de Francfort qui met fin à la guerre de 1870, donnant Metz et une grande partie de la Lorraine au nouvel Empire allemand, il suit sa famille qui s'installe à Paris. Il entre à 19 ans comme employé au bureau des statistiques des douanes du ministère des finances mais s'échappe souvent de son poste pour aller se documenter et écrire, avec un humour souvent noir, des chroniques d’histoire d'abord dans Le Figaro en 1880 puis collabore comme journaliste dans la Revue des deux Mondes, Le Monde illustré à partir de 1882, et Le Temps à partir de 1898. Il découvre les ruines des Tuileries brûlées par la Commune.
Spécialiste de l’histoire de la Révolution française en utilisant des sources primaires, il publie un nombre important d’ouvrages sur le sujet, dans un style narratif et anecdotique propre à la petite histoire, qui a influencé des historiens tels qu'André Castelot et Alain Decaux : il est à ce titre considéré dès son vivant comme le « pape de la petite histoire ». Il écrit comme Dumas, mais travaille avec la minutie de Renan. Sa chasse aux documents et sa boulimie d'archives le fait accumuler une documentation impressionnante dans son appartement du 40 de la rue Vaneau, à l'angle de la rue de Babylone qu'il occupe près de cinquante-sept ans. Il ne parle jamais d'un lieu, sans s'y être promené, fouille maisons, meubles, familles. Il a dessiné des centaines de maisons du vieux Paris, la chambre de Danton, de Camille Desmoulins... Sa curiosité le pousse à l'exactitude. Il s'est attaché aux personnages secondaires ou inconnus, qui disent mieux l'air du temps. C'était le meilleur connaisseur des Archives nationales. Parfois il n'était alerté que par une signature, comme celle de cet abbé qui passait pour mort et qui signait ses lettres « Feu de Goy ». Lenotre suit sa trace et le distingue au milieu des cent quatorze prêtres entassés dans la crypte de l'église des Carmes, à l'été 1792. Cet abbé, laissé pour mort est emmené au cimetière de Vaugirard, « mais le charretier s'aperçoit qu'il bouge encore et le confie à l'inspecteur du cimetière. L'abbé est sauvé. » Lenotre disait aussi se méfier des documents officiels et préférer le document « accessoire »… qui présente l'avantage de montrer les faits sous un aspect encore inaperçu.
Il écrit également des pièces de théâtre comme Les Trois Glorieuses, Varennes, Les Grognards.
L'Institut de France sur proposition de l'Académie française lui décerne le prix Jean-Jacques-Berger en 1902 pour ses études sur le Paris du XVIIIe siècle et de la Révolution.
Après avoir tenté une première fois d’entrer à l’Académie française en 1909, au fauteuil de Victorien Sardou, il est élu en 1932 au fauteuil de René Bazin par 20 voix, mais meurt le 7 février 1935 d'une crise cardiaque, sans y avoir prononcé son discours de réception en hommage à René Bazin.
Après avoir tant écrit sur les guillotinés de la Terreur, c'est auprès d'une partie de ces suppliciés qu'il repose désormais. Il est enterré au cimetière historique de Picpus, dont il a rédigé l'histoire : Le Jardin de Picpus. On peut y lire l'épitaphe suivante, extraite de l'Évangile de saint Jean : Qui credit in me, etiam si mortuus fuerit, vivet (Celui qui croit en moi, même s'il est mort, vivra).
Émile Gabory lui rend hommage en ces termes : « Il avait le culte du parfait détail et la foi dans une impalpable survivance du passé. »

## Publications
- 1881 : Histoire anecdotique des salons de peinture depuis 1673, Dentu, Paris, 1881. Seul ouvrage publié sous le nom de Théodore Gosselin.
- L’Astre rouge : Souvenir d’une excursion en Danemark, Paris, Firmin Didot, 1893   (Wikisource)
- 1893 : La Guillotine sous la Terreur.
- 1894 : Le Vrai Chevalier de Maison-Rouge, A.D.J. Gonzze de Rougeville (1761-1814).
- 1895 : Le Marquis de La Rouërie, conspirateur.
- 1895 : La Chouannerie normande au temps de l'Empire, Tournebut : 1804-1809 (préface de Victorien Sardou de l'Académie française) ».
- 1895 : Paris révolutionnaire.

- Prix Bordin, 1895
- 1896 : Les Quartiers de Paris pendant la Révolution.
- 1896 : Le Baron de Batz : 1792-1795 : d'après des documents inédits : un conspirateur royaliste pendant la Terreur. Perrin, Paris, 1896. XIII + 391 p. ; réédition en 1973, sous le titre « Le Baron de Batz : l'homme qui a failli sauver Louis XVI. Perrin, Paris, collection « Présence de l'histoire », 1973. 340 + 16 p.
- 1897 : La Captivité et la mort de Marie-Antoinette : les Feuillants, le Temple, la Conciergerie, d'après des relations de témoins oculaires et des documents inédits. Perrin, Paris, 1897. XXI + 430 p.
- 1898 : Colinette : pièce en 4 actes (en collaboration avec Gabriel Martin). P.-V. Stock, Paris, 1898. 133 p. Pièce jouée pour la première fois au théâtre de l'Odéon le 1er octobre 1898.
- 1899 : Un Agent des princes pendant la Révolution : le marquis de La Rouërie et la conjuration bretonne (1790-1793). Perrin, Paris, 1899. XVIII + 418 p. (réédition sous le titre Le Marquis de La Rouërie et la conjuration bretonne (1790-1793), Perrin, Paris,1901 et 1927), Armor-éditeur, Rennes, 1976.

- Prix Thérouanne, 1899
- 1900-1929 : Vieilles maisons, vieux papiers, chroniques du Temps, 6 vol.

- Prix Broquette-Gonin, 1924
- 1901 : La Chouannerie normande au temps de l'Empire : Tournebut, 1804-1809 : d'après des documents inédits (avec une préface de Victorien Sardou). Perrin, Paris, 1901. XXXVI + 378 p.
- 1902 : Les Trois Glorieuses.
- 1902 : En musique.
- 1904 : Varennes (en collaboration avec Henri Lavedan).
- 1905 : Le Drame de Varennes.
- 1907 : Les Massacres de Septembre.
- 1907 : Les Fils de Philippe-Égalité pendant la Terreur.
- 1908 : Le Tribunal révolutionnaire.
- 1908 : La Fille de Louis XVI : Marie-Thérèse-Charlotte de France, Duchesse d'Angoulême
- 1908 : Voyages et passagers de jadis.
- 1910 : Légendes de Noël, contes historiques.
- 1912 : Les Noyades de Nantes.
- 1912 : Bleus, Blancs et Rouges.
- 1912 : Mémoires et souvenirs sur la Révolution et l'Empire.
- 1916 : Prussiens d'hier et de toujours, Perrin, Paris.
- 1918 : Gens de la vieille France, Perrin, Paris.
- 1920 : Le Roi Louis XVII et l’énigme du Temple.
- 1921 : Les Grognards (en collaboration avec Henri Cain).
- 1923 : L'Affaire Perlet, drames policiers, Paris, Perrin.
- 1924 : Monsieur de Charette, Librairie Hachette, collection "Figures du passé", 296 pages, avec un portrait de Charette en frontispice.
- 1924 : Thomas Martin le visionnaire (de Gallardon).
- La Mirlitantouille : Épisodes de la chouannerie bretonne, Paris, Éditions Perrin, 1925   (Wikisource)
- Robespierre et la « Mère de Dieu », Paris, Éditions Perrin, 1926   (Wikisource).
- Babet l’empoisonneuse… ou l’empoisonnée, Paris, Éditions Perrin, 1927   (Wikisource)
- 1927 : La Proscription des Girondins.
- 1928 : Les Pèlerinages de Paris révolutionnaire.
- 1928 : Le Jardin de Picpus.
- Georges Cadoudal, Paris, Éditions Bernard Grasset, 1929   (Wikisource) ─ Couverture et page de titre illustrées par Gérard Cochet.
- 1930 : La Compagnie de Jéhu : Épisodes de la réaction lyonnaise, 1794-1800, Paris, Librairie académique Perrin, 1931. 297 p. Réédition en 1961 : Perrin, Paris, 1961. 299 p.
- 1930 : Le Château de Rambouillet : six siècles d'histoire, Calmann-Lévy, collection « Châteaux : décors de l'histoire », Paris, 1930, 256 p. Réédition : Denoël, Paris, 1984, 215 p.  (ISBN 2-207-23023-6).
- 1932 : Les Derniers terroristes , coll. « Histoires de France », Paris : chez Firmin-Didot, 219 p. & 8 planches hors-texte, précédemment paru en feuilleton dans Revue des deux Mondes, en 1930
- 1932 : Napoléon, coll. « La Petite Histoire » n° 1, Paris, Grasset.
- 1932 : De la prison à l'échafaud.
- Les Tuileries : Fastes et maléfices d’un palais disparu, Paris, Firmin-Didot, 1933   (Wikisource)[13].
- 1933 : Histoires étranges qui sont arrivées, éditions Mame.
- 1933 : Paris et ses fantômes, Grasset, 318 p., rééd. 2014  (ISBN 9782246798385).
- 1934 : La Révolution par ceux qui l'ont vue.
- 1934 : Versailles au temps des rois, Paris, Grasset ; trois nouvelles éditions depuis 2006.
- 1934 : Un voyage à Paris sous Louis XVI, co-auteur: Thérèse Lenôtre, illustrations de Carlègle (Charles-Émile), Paris, Calmann-Lévy, Collection Pour nos enfants, 32 p.
- 1935 : Dossiers de police, Grasset.
- 1936 : La Vie à Paris pendant la Révolution, posthume.

## Distinctions
- Officier de la Légion d'honneur (8 janvier 1921)[14]

## Sources
- G. Lenotre, Thérèse Lenotre, Notes et souvenirs, Paris, éd. Calmann-Lévy, 1941.
- Des papiers personnels de G. Lenotre sont conservés aux  Archives nationales, site de Pierrefitte-sur-Seine, sous la cote 641AP : Inventaire du fonds.